# توراك (تشيلو)
توراك (بالفارسية: تورک) هي منطقة سكنية تقع في إيران في قسم تشيلو الريفي. يقدر عدد سكانها بـ 93 نسمة بحسب إحصاء 2016.